# ابر فرازپوشنی

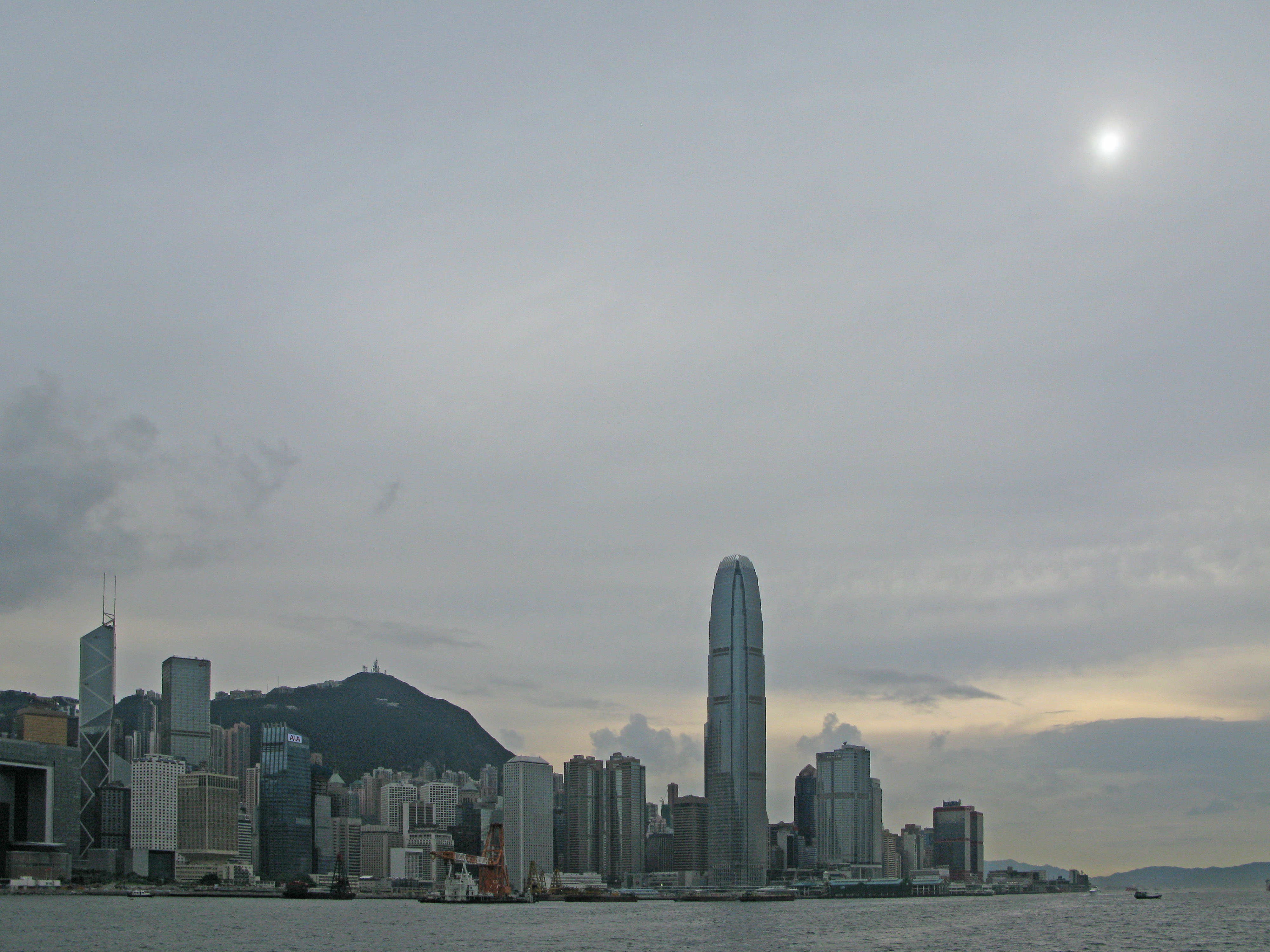
نمایی از ابرهای فرازپوشنی بر فراز هنگ کنگ

ابرهای فَرازپوشَنی یا آلتواستراتوس (نام علمی:  Altostratus) ابرهایی لایه‌لایه به رنگ خاکستری یا آبی-خاکستری هستند که در سطح میانی قرار داشته و از بلورهای یخ و قطرات آب تشکیل شده‌اند. این ابرها معمولاً تمام آسمان را می‌پوشانند و از قسمت‌های نازکترشان، خورشید به شکلی محو همچون صفحه‌ای مدور دیده می‌شود.
ابرهای فرازپوشنی گاهی نازک و گاهی ضخیمند و به وسیلهٔ آنها می‌توان ریزش باران را پیش‌بینی نمود، چرا که این ابرها غالباً پیش از وقوع طوفان‌هایی که منجر به بارشی مداوم و در سطحی وسیع می‌شود شکل می‌گیرند.
پیشوند آلتو به معنای میانی است و آمدن آن پیش از نام ابر اشاره به قرارگرفتن آن در سطح میانی و در ارتفاعی بین ۲۰۰۰ تا ۷۰۰۰ متر دارد.

## نگارخانه

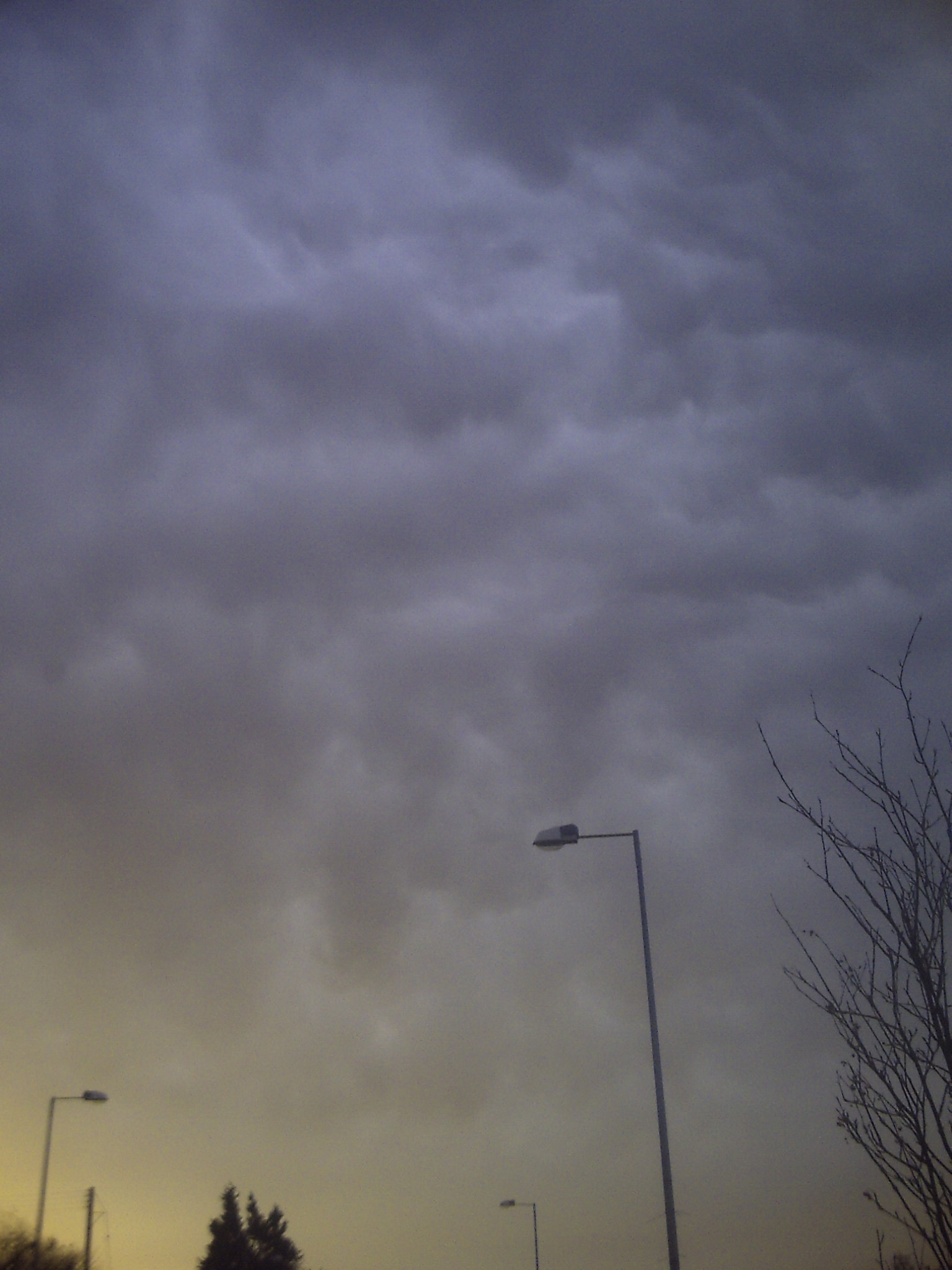
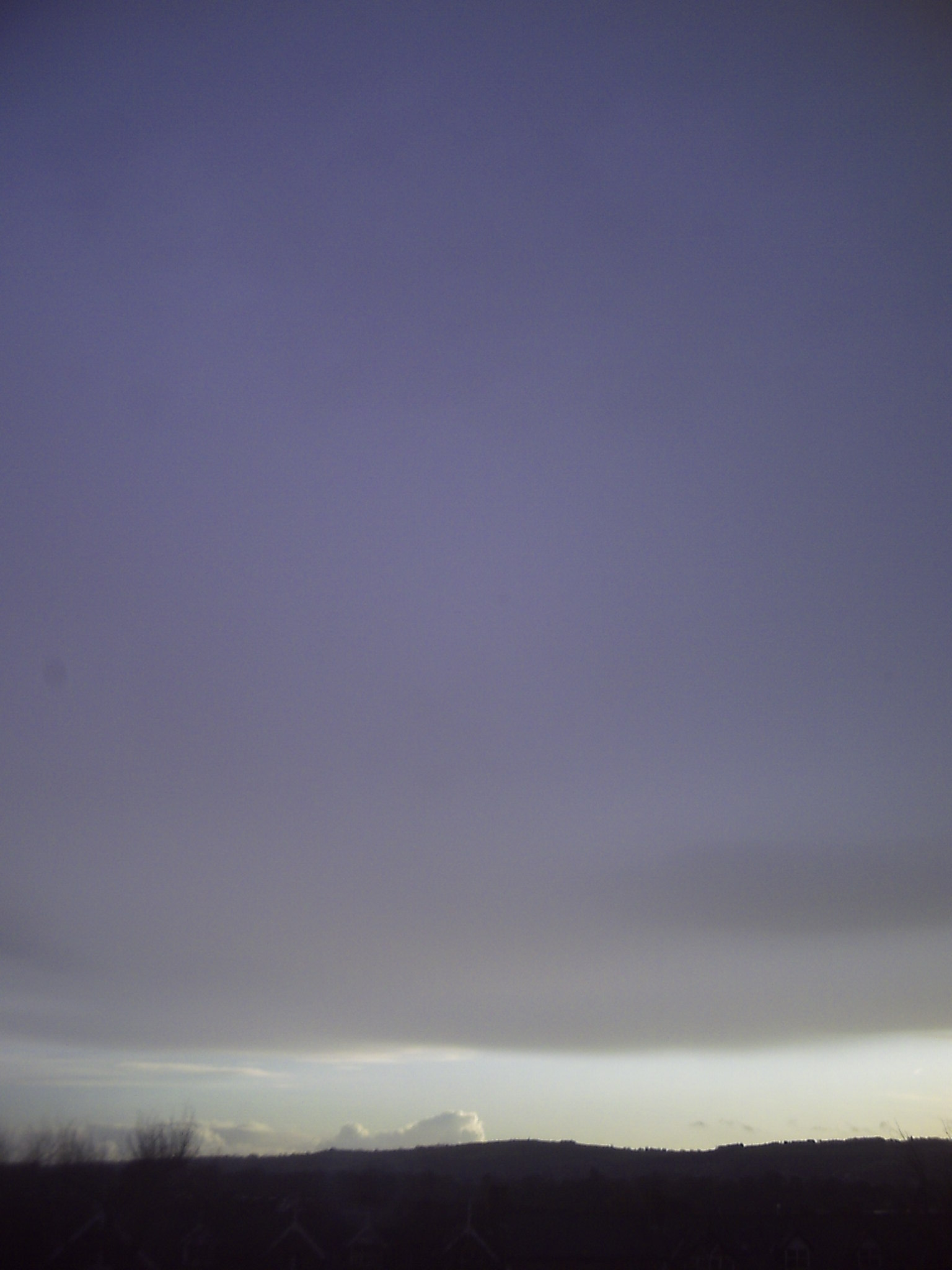
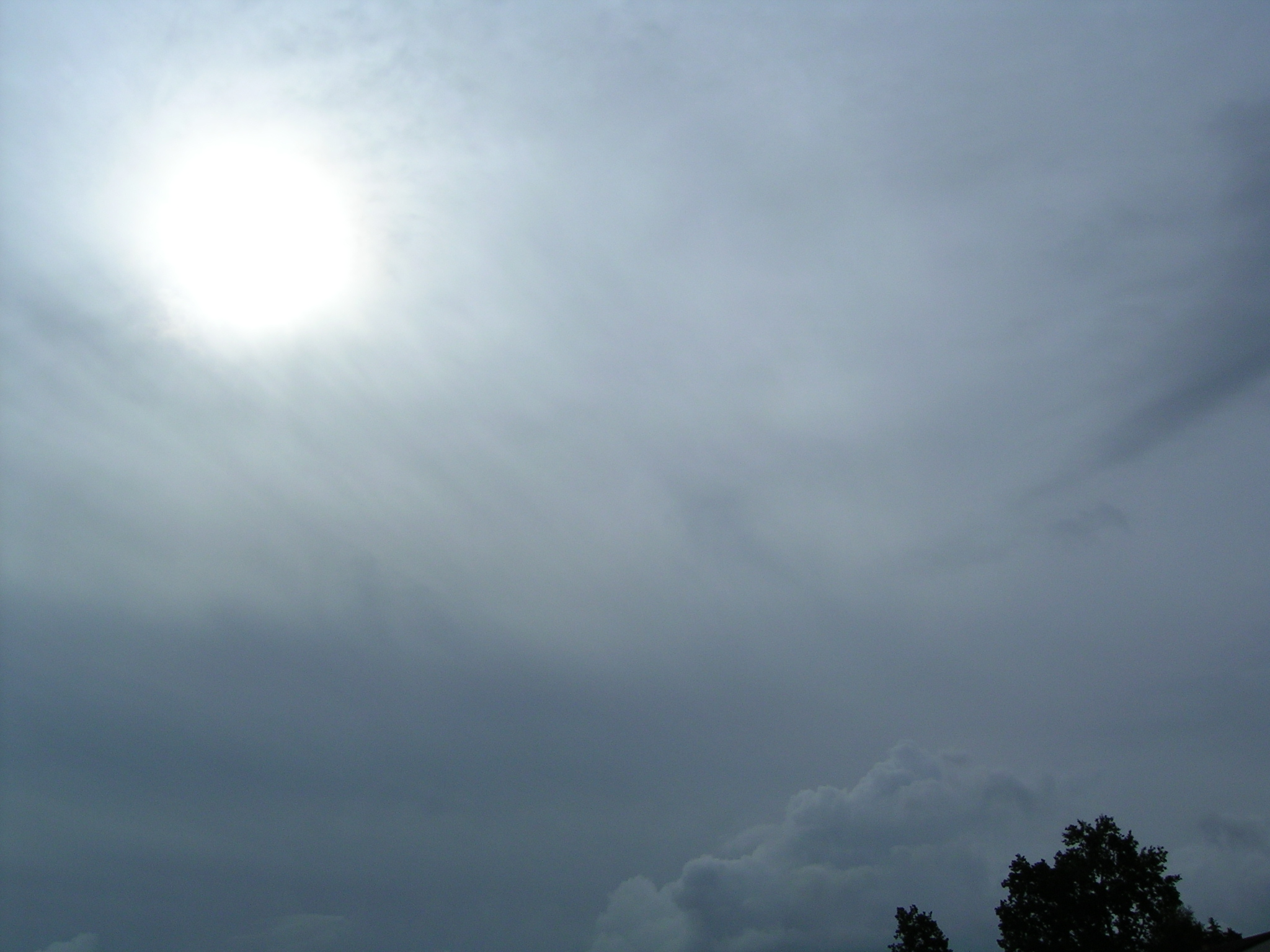
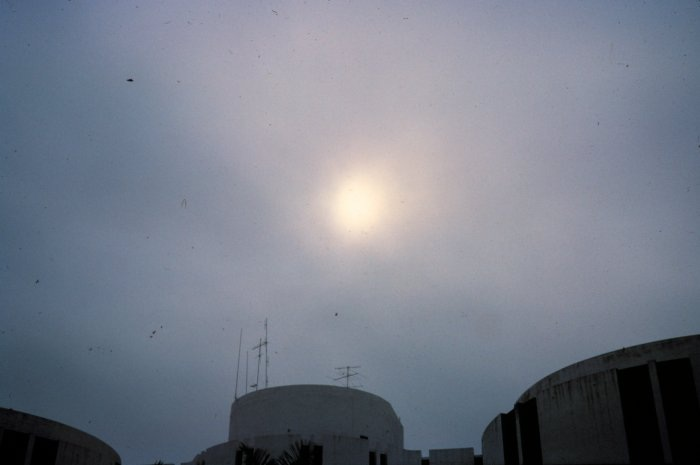